# Dolichoderus septemspinosus
Dolichoderus septemspinosus é uma espécie de formiga do gênero Dolichoderus.